# Incendis del nord-oest de la península ibèrica de 2017
Els Incendis del nord-oest de la península ibèrica de 2017 són una sèrie d'incendis forestals presumptament provocats que afecten a bona part del territori gallec, part de Portugal i altres territoris l'octubre de 2017. Entre divendres 13 d'octubre i la tarda de diumenge es van registrar 146 incendis, 60 tan sols en la jornada de diumenge i, 28 d'aquests iniciats de matinada, entre la mitjanit i les nou del matí. Els focs afecten les quatre províncies gallegues. Es creu que tots els incendis han sigut intencionats.

## Context

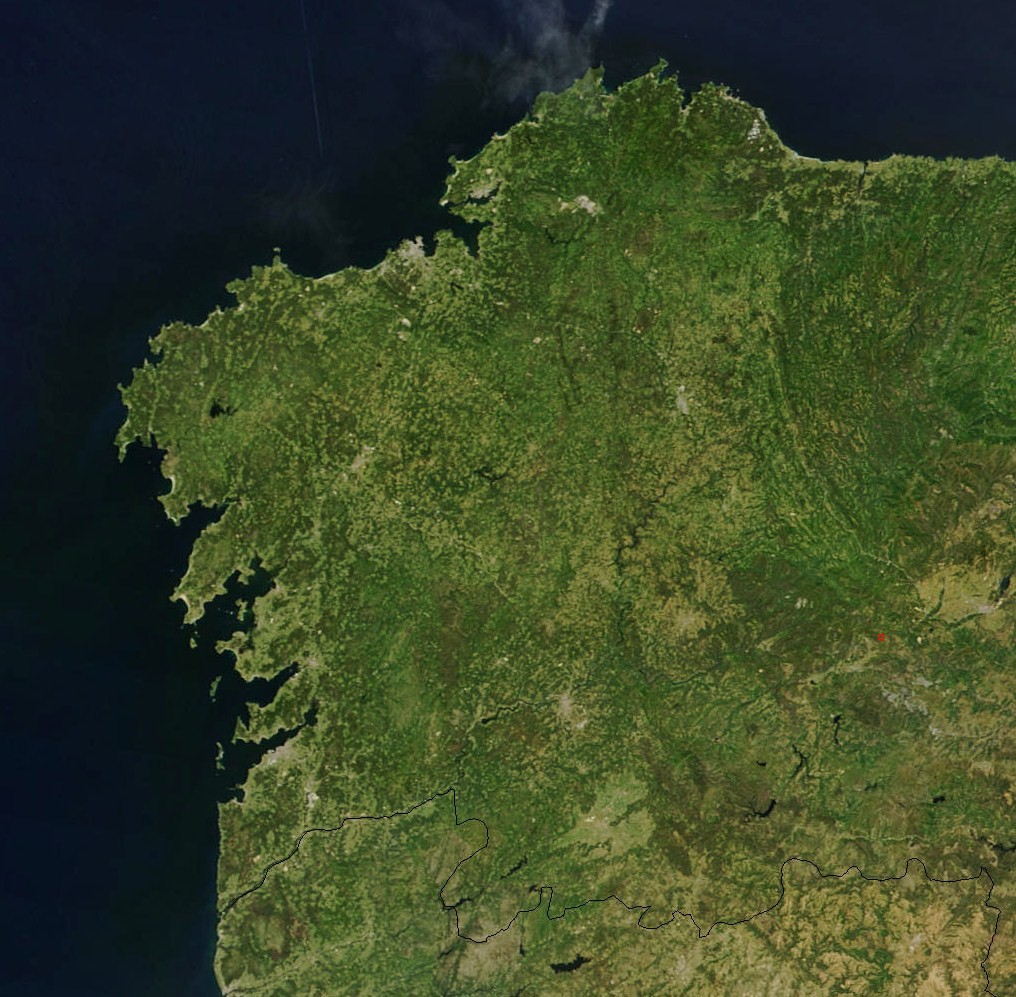
Imatge de Galícia vista des d'un satèl·lit de la NASA

A Galícia els incendis es coneixen amb el nom de lumes. Entre 2001 i 2014, 87.351 incendis van cremar més de 360.000 hectàrees, una superfície més gran que la província de Biscaia. Durant el mateix període van tenir lloc a Galícia el 39% dels incendis d'Espanya, 87.367 d'un total de 223.818. Com a explicació, sovint s'argumenta el despoblament del medi rural i amb el consegüent descuit dels boscos, una població envellida i l'ús del foc com a element de gestió de la muntanya. També inclou l'acció dels piròmans: el 80% dels incendis a Galícia són intencionats, segons dades oficials del Ministeri d'Agricultura i Pesca, Alimentació i Medi Ambient. Alguns mitjans apunten que podria haver una mala praxi entre empreses especialitzades en extinció d'incendis.
Al finalitzar l'estiu de 2017, la Xunta va acomiadar 436 operaris dedicats a tasques de gestió i extinció de foc. En aquest context, durant els primers dies del mes d'octubre diversos incendis van tenir lloc dispersats per la geografia gallega. Entre el dia 1 i el 13 la Conselleria de Medi Rural gallega informava que s'havien cremat unes 2.000 hectàrees en diversos incendis menors, on destacaven tres incendis al municipi de Lobios que havien afectat al Parc Natural de O Xurés. La Xunta de Galícia no té una política oficial de comunicació d'incendis, fet que dificulta conèixer la xifra exacta.

## Causes
Els incendis foren provocats.
Alguns han arribat a la conclusió de que els responsables de les indústries de la silvicultura no han sigut els que provocaren l'incendi. Així i tot, Sindicato de Labregos Galego (SLG) creu que probablement siguen els causants perquè, malgrat que la fusta cremada no pot ser reaprofitada, sí que serveix per a generar bona publicitat de la indústria de la fusta en ser el seu territori baix la seua gestió el menys afectat. També s'assenyala a la característica piròfita de la planta extensament cultivada a la zona gallega, l'eucaliptus. El Sindicato de Labregos Galego també descartà la possibilitat d'una motivació de construcció post-incendi.
Una hipòtesi que guanya acceptació és la possibilitat d'un incendi per causes negligents, ja que els experts coincideixen que la neteja del territori de matolls i eucaliptus massa propers requereix d'uns mitjans que no tenen ni particulars ni ajuntaments, que són sobre els qui recau la responsabilitat per la llei aprovada per la Xunta de Galícia.

## Cronologia

### Divendres 13
Durant el matí de divendres 13 d'octubre hi havia diversos incendis al territori. Alguns d'ells havien començat pocs dies abans. Destacaven quatre incendis al municipi de Vilariño de Conso, que van afectar 530 hectàrees, o el de Manzaneda, amb 20 hectàrees arrasades. A la província de Lugo es va declarar un incendi a Folgoso do Courel, amb 150 hectàrees arrasades divendres, i un altre a Cervantes. A Silleda es van cremar unes 150 hectàrees.
En una cap de setmana amb molts vents i altes temperatures, els focs es van estendre al llarg del país.

### Dissabte 14
La nit del dissabte al diumenge hi havia 28 incendis, però el dia 15 ja eren 80 incendis descontrolats al llarg de tot el territori. Al migdia hi havia unes 140 incendis en diversos punts i s'estimava que unes 1.500 hectàrees cremades. Els focs es van veure afectats pels canvis de vent sobtats, deguts als darrers efectes de l'huracà Ophelia. Alguns dels municipis més afectats són Pazos de Borbén, As Neves, Salvaterra do Miño, Baiona i Gondomar. Dos dels incendis més importants són els originats a Ponteareas (Pontevedra), que ha afectat més de 1.500 hectàrees, i el de Montederramo i Vilar de Barrio (Orense), que ha cremat més de 500 hectàrees.
Per altra banda, durant el cap de setmana també s'han iniciat més de 300 incendis a la zona nord de Portugal, pel que la Xunta també hi va enviar recursos per tractar d'evitar que el foc entrés en territori gallec.

### Diumenge 15
Les flames s'han apropat a ciutats com Vigo, on els veïns de barris com Valadares van començar cadenes humanes amb aigua per intentar aturar els efectes del foc. El concell municipal va habilitar tres hotels per tots aquells que havien hagut d'abandonar casa seva. El departament d'Emergències va declarar la situació 2 de risc real per a diversos nuclis poblats.
Al migdia la circulació fou interrompuda a l'autovia A-52 en direcció a Vigo per la proximitat del foc. Durant el dia es van produir d'altres talls a vies com la N-525, l'AG-57, l'OU-101, l'OU-0406, LU-P-1401 o la VG-20, entre d'altres.
Diumenge al vespre la Xunta va informar que uns 350 brigades, 220 motobombes, quaranta pales i una vintena de mitjans aeris de la pròpia Xunta i del Ministeri d'Agricultura i Pesca, Alimentació i Medi Ambient treballaven per combatre els incendis, que ja havien arrasat més de 4.000 hectàrees. Van prioritzar zones poblades i polígons industrials. Es va activar el Protocol d'acció en casos excepcionals de contaminació atmosfèrica degut a la gran quantiat de fum que arribava a algunes zones poblades. A les 23:30 encara hi havia 17 incendis actius. A darrera hora de diumenge es va declarar un nou incendi a la zona d'A Armenteira, a la parròquia de Fofán, a Meis, que es va estendre fins al municipi veí de Meaño. Els focs es van estendre -en menor grau- a diverses zones d'Astúries i Cantàbria.
Durant el vespre es va fer oficial la mort d'una tercera persona a Carballeda de Avia (Ourense), i a falta de confirmar una quarta.
Aquests fets varen fer modificar l'emissió d'alguns mitjans de comunicació, fent programació especial en directe durant el vespre amb informació, connexions telefòniques i audiovisuals. La primera que va connectar fou La Sexta a través del programa El objetivo amb Ana Pastor que des de les 22h va començar a donar informació i va transformar-se en especial a les 23:30h fins a les 3:30h. A través de Twitter foren felicitats per molts de tuitaires per ser els primers a informar i a la vegada desmentir "bulos", mentre totes les altres televisions seguien amb la seva programació. Posteriorment, Canal 24 Horas i Televisión de Galicia també s'afegiren a fer especials durant tot el vespre i matinada.

### Dilluns 16
L'Agència Estatal de Meteorologia ha activat per al dilluns avisos de color groc (risc) a causa dels vents originat per l'huracà Ofelia a les províncies de la Corunya i Lugo, entre d'altres províncies del nord d'Espanya.

## Dimarts 17
A Portugal va ploure, fent desaparèixer els incendis importants del territori portuguès.

## Conseqüències
El dia 15 d'octubre es va confirmar que dues persones havien mort segons l'Ajuntament de Nigrán, a Pontevedra. Els bombers van trobar els seus cossos a l'interior d'un vehicle cremat. El president de la Xunta de Galícia Alberto Núñez Feijóo va demanar "Un mínim de sensibilitat i responsabilitat".
El govern d'aleshores de Portugal va ser criticat per la gestió del desastre, ja que en un incendi anterior ocorregut el juliol ja va prometre reformes per previndre incendis.

## Reaccions
Diversos polítics i institucions de l'Estat Espanyol van mostrar el seu suport, entre les quals destaca la del president del Govern espanyol, Mariano Rajoy i Brey.
L'Estat Islàmic de l'Iraq i el Llevant celebrà els incendis.